# Martiniques damlandslag i fotboll
Martiniques damlandslag i fotboll representerar Martinique i fotboll på damsidan. Dess förbund är Ligue de football de la Martinique, som i sin tur är en del av Fédération Française de Football (Franska fotbollsförbundet).